# Tony Fuller
Anthony Ike Fuller, detto Tony (Detroit, 4 settembre 1958), è un ex cestista e allenatore di pallacanestro statunitense, professionista nella NBA.

## Carriera
Venne selezionato dai Detroit Pistons al quinto giro del Draft NBA 1980 (93ª scelta assoluta).